# John Saxby
John Saxby (17 de agosto de 1821 - 22 de abril de 1913) foi um engenheiro ferroviário inglês de Brighton, conhecido por seu trabalho em sinalização ferroviária e pela invenção do sistema interligado de pontos e sinais. Mais tarde ele foi sócio da empresa Saxby and Farmer.

## Biografia
Saxby nasceu em Brighton em 17 de agosto de 1821 e em 1834 foi aprendiz, aos treze anos, de carpinteiro e marceneiro. Em 1840, ele foi contratado como carpinteiro nas obras ferroviárias de Brighton da ferrovia de Londres e Brighton para fazer postes de carvalho, e onde ele projetou uma ferramenta para automatizar sua produção. Mais tarde, ele se tornou o capataz dos carpinteiros e marceneiros, serradores, modeladores, encanadores, instaladores de gás e trabalhadores nas obras.

## Sinalização Ferroviária

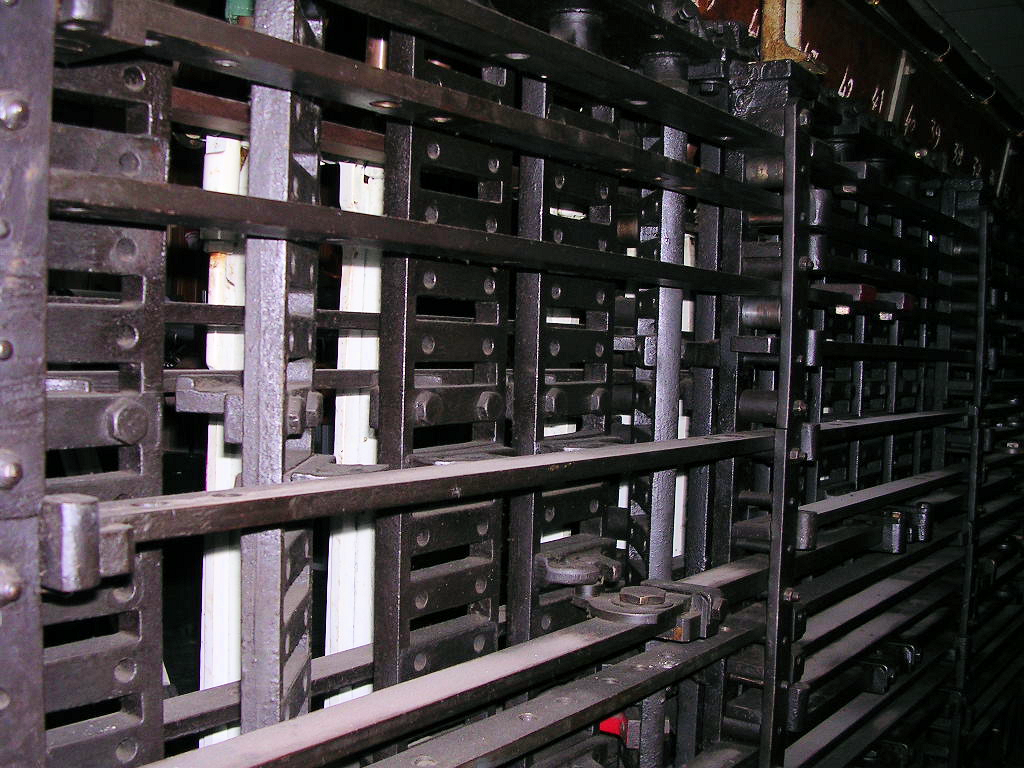
Quadro de bloqueio de Saxby, preservado na França, Gare de Nîmes

Dois acidentes ocorreram na ferrovia London Brighton e South Coast Railway (LBSCR) durante o início da década de 1850, devido a falhas de sinalização. Saxby interessou-se pela segurança ferroviária e inventou uma lâmpada de sinalização melhorada, proporcionando benefícios consideráveis e economia nas lâmpadas usadas. Ele também inventou um dispositivo para interligar pontos e sinais. Em 1856 ele foi premiado com uma patente para esta invenção que foi projetada para agir de uma vez em todos os pontos e sinais em uma junção ferroviária. Não só os pontos e sinais foram ativados, mas todos os outros sinais no sistema foram bloqueados contra o uso indevido.
O primeiro sistema de sinalização intertravado foi instalado na junção Bricklayers Arms, perto da Old Kent Road, no sul de Londres. Consistia em oito sinais de semáforo e seis pares de pontos controlando as rotas para dentro e para fora da Estação de Ponte de Londres e dos pátios vizinhos de mercadorias, com ligações a uma caixa de sinalização.

## A Saxby and Farmer

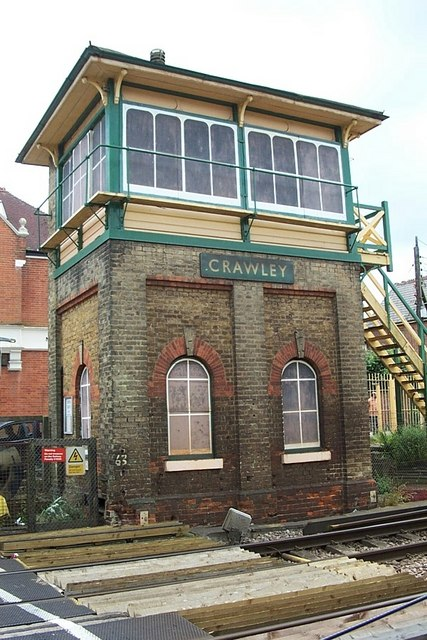
A caixa de sinal em Crawley construída por Saxby e Farmer em 1877

Em 1861, John Saxby deixou o emprego na ferrovia e iniciou seu próprio negócio na Haywards Heath para fabricar aparelhos de sinalização ferroviária. No ano seguinte, ele foi acompanhado em parceria por John Stinson Farmer, que já havia sido assistente do gerente do LBSCR . Saxby e Farmer se tornaram os principais fabricantes de equipamentos de sinalização ferroviária e estabeleceram uma obra em Kilburn, onde acabaram empregando 3.000 trabalhadores. A firma também estabeleceu trabalhos em Bruxelas, na Bélgica.
Em 1868, a empresa também construiu o primeiro sinal de trânsito do mundo para o tráfego rodoviário na George Street, em Londres, trabalhando para os projetos do engenheiro da Ferrovia do Sudeste, John Peake Knight.
Em 1875, a empresa criou seu primeiro freio mecânico, que deu uma frenagem mais potente ao conectar os freios de cada veículo. O filho de Saxby, James, estabeleceu um sinal em Creil, perto de Paris, em 1878. Entre 1860 e 1880, Saxby e Farmer eram a força dominante na fabricação de equipamentos de sinalização ferroviária. Grande parte do equipamento que eles forneceram sobreviveu em uso durante a maior parte do século XX.
Caixas de sinalização
Saxby e Farmer se tornaram os principais empreiteiros responsáveis pela construção de caixas de sinalização em nome das ferrovias. O design do Tipo 5 foi um dos mais bem-sucedidos e duradouros projetos de caixas de sinalização de todos os empreiteiros, entre 1876 e 1898, com onze exemplos ainda em uso no Network Rail e outros dez em ferrovias tradicionais ou preservados.
A parceria com Farmer terminou em 1888 e as obras francesas tornaram-se parte da John Saxby Ltd em 1889. Em 1901 a empresa britânica fundada por Saxby fundiu-se com vários rivais para criar a Westinghouse Brake and Signal Company Ltd. Já a empresa francesa é agora parte da United Technologies Corporation.
John Saxby morreu em Hassocks, Sussex em 22 de abril de 1913. Ele é homenageado com uma placa moderna na estação de Brighton.